# 磯崎眠亀
磯崎 眠亀（いそざき みんき）は、花筵製造業の実業家、発明家である。 都宇郡帯江新田村（現、倉敷市茶屋町）生まれ。父は児島郡田之口村（現、倉敷市児島田の口）出身の小倉織を扱う商人で織元。
梯型筬（ていけいおさ）を発明、広組縮織（ひろぐみちぢみおり）を考案した。これにより、緻密な花筵を織ることに成功、錦莞筵（きんかんえん）と名付けた。この錦莞筵が海外に輸出され、これをきっかけに、花筵が明治後期の日本の重要な輸出品の一つとなった。

## 生涯

### 誕生
天保5年10月（1834年11月ごろ）、備中国都宇郡帯江新田村（現、岡山県倉敷市茶屋町）にて誕生する。幼名を興三郎、後家をついで什三郎、そして、明治5年（1872年）、眠亀と改名した。眠亀の両親の出身地であり備中に隣接する当時の備前児島は、小倉織の生産が盛んな先進地域であり、磯崎家も小倉織の帯地の製造を長年家業としていた。しかし、眠亀が25歳のごろ、父母が亡くなり、家業も振るわなくなった。そのため、一時期、江戸に赴き、領主であった戸川安愛に奉公していた。

### 小倉織の改良
地元に戻った眠亀は、家業の商品であった小倉織の品質向上を目指した。当時の小倉織は、糸は粗太で織り方は雑然としたものであった。文久3年（1863年ごろ）、イギリス製の紡績糸が初めて輸入されると、眠亀は、これを小倉織の帯地の改良に利用しようとした。初めは、撚糸の職人および紺屋らに紡績糸の再燃および染色を託したが、これらの職人は従来の方法に拘ったことと、当時の日本の手紡糸とは糸質及び撚方が異なっていたことから眠亀の要望に応じる者はいなかった。そのため、眠亀は、自分の作業場に撚糸機、それに加えて藍甕（あいがめ）を設置し、自分で燃糸や染色まで行った。その努力が実り、燃糸や染色に相当の結果を見ることが出来るようになった。眠亀は、次に織り方の改良に着手し、その一環として精密な筬を作成し、これを織機に組み入れて織り上げたところ、高品質の織物に仕上がった。眠亀が改良した撚糸と織り方で製造した織物は、品質は精巧、色彩は優美なものであり、それは一見博多織と見間違えるほどであった。この小倉織は、非常に好評を博し、それを模倣するものまで現れた。そのため、備中地方の小倉織の面目を一新するに至った。明治初年には、眠亀は一大織機を創作して、一丈三尺巾の大織物を織り、方二間の縫目のない蚊帳・八畳敷大敷物・両面緞通などを製出した。

### 花筵製法の改良
明治5年（1872年）、眠亀は家督を嗣子に譲り、発明考案に専念することにした。眠亀はさまざまな機械の考案に手を入れていたが、機運が熟していないのか、社会はこれを顧みず、眠亀は、非常に苦しい状況に陥った。明治9年（1876年）、ついに、眠亀は筵織機の改良に着手した。当時、日本の藺織業は農民の副業にとどまり、専業者もいなかったため、藺織業の歴史が長いにもかかわらず、その製法は未発達であった。藺織機としては、樋（とい）と称して筬（おさ）と綾取とを兼ねる装置である粗略な織機が一種あったきりで、筵を織り上げるには挿藺工と織工の2人を必要とした。眠亀は、布織機をヒントに、筬と綾取とを各別に装置し、これにより挿藺工を省略し、繊工ひとりで織り上げる機械を案出した。その案出した機械で織り上げた筵は、価格を幾分おさえることができたが、筵の品質は、従来の物とはそれほど変わらなかった。眠亀は、筵の組織を根本的に革新する必要があるとし、地質を緻密で強靱な物にすると同時に筵のデザインを精巧で優美にすることに主力を注いた。それにはまず、従来の筵に比べて、経糸をはるかに増やした緻密な筵を織り上げる筵織機を発明する必要があるとして、日々研鑽（けんさん）し続けた。ある日、セイロン島（現在のスリランカ）で織り上げた龍髭製敷物を見る機会があり、その製品の強靭性と卓越したデザインが、ほとんど眠亀の理想そのままの品であった。しかし、それは、職人の手作業によるものであり高価な物であった。眠亀はそれを見て、藺草により龍髭製を凌鴛する美術品を機械により製造し、安価で大量に供給したいとの念を抱いた。

### 錦莞筵の創作
数年の間、日夜研鑽し、ついに一種の案が出来上がった。この案により小型の織機を製造し、織り上げたところ、相当に好成績であった。しかし、実用化にむけて筵を織りあげた際、藺草が寸断される問題が発生した。眠亀は、原因として、経糸が非常に多く使用されていたため、伸縮しにくい藺草が緯草として織り込まれるときに寸断されたと推測した。そして、筵を緻密に織り込むためには、経糸の数に応じて緯蘭が幾多波状に屈曲する余裕を持たせる方法を発明する必要があると考えた。その解決策として、筵巾より広い織巾であらかじめ緯藺2条以上を組み込んだ後、徐々に筵巾に圧縮する織り方を案出した。これを実現する方法として独特な梯形の筬を発明し、広い部分にて緯蘭を挿し、狭まる部分で織り込むこととした。その結果、蘭草が寸断することなく級密な筵を織り上げることができた。眠亀は、この発明に続いて、紋様挿織器を考案し、いかなる紋様でも筵に織り出すことに成功した。

さらに、眠亀は、藺草の染色改良に着手した。当時、花筵に挿織する藺草の染色法は、草木または泥を用いたもので、染色の質が良くなく、さらに藺草を痛めるものであった。眠亀は、いろいろな染料を試みた結果、ついに塩基性染料を用いて藺草を煮沸することにより染色する方法が最も適当であることを発見した。

そうしてついに、明治11年（1878年）5月、眠亀の有名な業績である錦莞筵の創作に至った。

### 錦莞筵の海外輸出
錦莞筵を創作後、それを世に出す時期となった。日本国内では売れることが期待できないと思われたため、販路を海外に向けた。明治13年（1880年）春、眠亀は、制作した錦莞筵を数枚携えて神戸にある外国商館に就き、輸出への交渉を行った。当時、神戸で貿易商を営んでいた濱田篤三郎が錦莞筵に見て、試みに数枚の見本を求め、これをイギリス・アメリカに送ったところ、両国の趣好に適合し、注文が来るに至った。濱田は眠亀に製品の供給を交渉したが、当時眠亀は、多年の研究により資金が尽きたため、筵織機をわずか3台しか所有しておらず、海外の注文に応じるだけの生産力がなかった。花筵の有望性を確信した濱田氏は眠亀に資金貸与を行い、そのおかげで眠亀は、筵織機を3台増設することができたため、注文を受けることが出来た。これが、明治時代の日本の重要輸出品の一つであった花筵の輸出の始まりであった。

### 花筵生産の発展
錦莞筵の販路が海外に開け、その前途有望になると、眠亀の発明を盗もうとする者が現れ、眠亀は盗用を防ごうと苦心した。明治18年（1885年）、専売特許条例の施行日（明治18年（1885年）4月18日）に、錦莞錦ならびに莞織機の専売特許を出願し、第23号及び第24号を以てその特許を得た。しかし、藺草染色法については、花筵業の生命であり一個人に専有しておくことは国家産業の発達を阻害する恐れがあるとして出願しなかった。明治19年（1886年）、眠亀は業務拡張のため、錦莞筵の専売特許権を佐藤某外一名に分権した。そして岡山市二日市に工場を設け、将来の発展に必要となる技術者の養成にあたった。明治23年（1890年）には備中玉島（現在の倉敷市玉島地域）に、明治25年（1892年）には岡山市天瀬（現在の岡山市北区天瀬）に、明治26年（1893年）には茶屋町（現在の倉敷市茶屋町地域）及び賀陽郡大井村（現在の岡山市足守地域）に、明治27年（1894年）には津高郡横井村（現在の岡山市津高地域）および香川県高松市に、明治28年（1895年）には都宇郡中庄村（現在の倉敷市中庄）に工場を設置し、専ら錦莞筵の製作に従事した。その織機の台数は、本支部を合わせて1000台ぐらいとなり、産出額は10万円に達した。その盛況をみて、同業者も現れ、花筵の改良を競い、綾筵、紋花筵、並花筵等の数種の花筵が生産されるようになった。花筵業は発展し、その輸出額は多い年においては600万円以上に達した。

### 花筵検査所設立の提案
明治29年（1896年）、花筵界に一大恐慌が起こり、全国の同業者はその救済策を講するため神戸に会合を催した。眠亀はこれを黙ってみるだけに至らず、普段から懐抱していた意見を添えて岡山県花筵組合頭取の手許に提出した。その要旨は、今日の恐慌は、粗製濫造が原因であり、これを防止するために官立の花筵検査所を設置するとともに、同業者の団結を一層強め商業道徳の向上に助けにしたいとの事であった。だが、この建議は実現せず、粗製濫造の弊害は長く解消されなかった。この弊害をそのまま放置しておくと、日本の花筵貿易の全滅を見ることになると危機感を抱きた政府は、明治38年（1905年）、花筵検査所を神戸に設立した。

### 晩年
花筵業に関する長年の努力を評して、明治30年（1897年）10月11日、賞動局より緑綬褒章（りょくじゅほうしょう）を賜った。この年に事業すべてを実子の高三郎に譲った。明治41年（1908年）1月14日、岡山市大字船頭町にある自宅にて死去した。享年75歳であった。

### 死去後
岡山商業学校（岡山県立岡山東商業高等学校）では、命日の1月14日を「磯崎日」と称して、その遺績を追慕して墓参りを行っていた。眠亀の業績を顕彰する人々により、磯崎眠亀顕彰会が結成され、眠亀の偉業を顕彰する「眠亀祭」は、毎年勤労感謝の日（11月23日）に開催されている。

## その他
- 倉敷市茶屋町には、眠亀にちなんだ「眠亀せんべい」[7]が販売されている。
- 文部省は、眠亀の業績を評価し、1910年（明治43年）に発行された国定教科書である尋常小学校読本第十巻中に花筵と題する一節を設け[1]、眠亀の錦莞筵の創作に至るまでの苦労を掲載した。

## 関連文献
- 松宮助之丞 等 編「磯崎眠龜」『修正尋常小学読本材料研究』六芸館、1910年、416-418頁。2021年2月27日閲覧。